# Norwegian Air UK
Norwegian Air UK war eine britische Billigfluggesellschaft mit Sitz in London und Basis auf dem Gatwick Airport. Sie wurde im Jahr 2015 als Tochtergesellschaft der Norwegian Air Shuttle gegründet und im Januar 2021 aufgelöst.